# Washington (Nou Hampshire)
Washington és una població dels Estats Units a l'estat de Nou Hampshire. Segons el cens del 2000 tenia 895 habitants.

## Demografia
Segons el cens del 2000, Washington tenia 895 habitants, 370 habitatges, i 277 famílies. La densitat de població era de 7,6 habitants per km².
Dels 370 habitatges en un 24,1% hi vivien nens de menys de 18 anys, en un 67,8% hi vivien parelles casades, en un 4,1% dones solteres, i en un 24,9% no eren unitats familiars. En el 19,5% dels habitatges hi vivien persones soles el 9,5% de les quals corresponia a persones de 65 anys o més que vivien soles. El nombre mitjà de persones vivint en cada habitatge era de 2,42 i el nombre mitjà de persones que vivien en cada família era de 2,73.
Per edats la població es repartia de la següent manera: un 21,9% tenia menys de 18 anys, un 3,5% entre 18 i 24, un 24,6% entre 25 i 44, un 32,2% de 45 a 60 i un 17,9% 65 anys o més.
L'edat mediana era de 45 anys. Per cada 100 dones de 18 o més anys hi havia 100,9 homes.
La renda mediana per habitatge era de 43.125$ i la renda mediana per família de 50.000$. Els homes tenien una renda mediana de 34.688$ mentre que les dones 26.333$. La renda per capita de la població era de 20.540$. Entorn del 3,1% de les famílies i el 5% de la població estaven per davall del llindar de pobresa.